# Łomaczynci (obwód chmielnicki)
Łomaczynci (ukr. Ломачинці) – wieś na Ukrainie, w obwodzie chmielnickim, w rejonie chmielnickim, w hromadzie Wińkowce. W 2001 liczyła 447 mieszkańców, spośród których 441 wskazało jako ojczysty język ukraiński, 3 rosyjski, 1 rumuński, a 2 inny.